# Точицький Микола Станіславович
Микола Станіславович Точицький (нар. 22 вересня 1967, Вінниця) — український дипломат та політик. Міністр культури та інформаційної політики (з 5 вересня 2024 по 16 липня 2025). Заступник Керівника Офісу Президента України (2024). Заступник Міністра закордонних справ України (2021—2024), Постійний представник України при Раді Європи (з 20.8.2025).

## Життєпис
Народився 22 вересня 1967 року на Вінниччині. Закінчив Уладівську середню школу (село Уладівське). 1993 року закінчив Київський державний університет ім. Т. Г. Шевченка, перекладач французької та англійської мов; 1995 року Інститут міжнародних відносин Київського державного університету ім. Т. Г. Шевченка, юрист-міжнародник, дипломна робота «Легітимність застосування ядерної зброї»; 1999 року Женевський центр політики безпеки.
З 1985 до 1987 р. — відбував військову службу в армії.
У 1993—1995 рр. — аташе, третій секретар Управління контролю над озброєннями та роззброєння МЗС України;
У 1995—1998 рр. — третій, другий секретар Посольства України в Королівстві Бельгія (за сумісництвом Бенілюксу, ОЗХЗ, НАТО, ЄС, Західноєвропейський союз); Займався питаннями співпраці України з НАТО в рамках Програми Партнерство заради миру, розробки Меморандуму про взаєморозуміння щодо планування при надзвичайних ситуаціях цивільного характеру між МНС України та НАТО, співпраці України з Організацією із заборони хімічної та біологічної зброї (ОЗХЗ).
У 1998—1999 рр. — перший секретар відділу ядерного роззброєння та обмеження стратегічних озброєнь Управління контролю над озброєннями та науково-технічного співробітництва МЗС України; Навчався у Женевському центрі політики безпеки.
У 1999—2000 рр. — перший секретар відділу ОБСЄ та Ради Європи Управління європейської інтеграції МЗС України.
У 2000—2001 рр. — радник відділу НАТО та європейської безпеки у Департаменті з питань політики та безпеки МЗС України, займався питаннями Євроатлантичної безпеки та програми співпраці з НАТО;
У 2001—2003 рр. — радник Постійного Представництва України при Раді Європи (Страсбург); до його обов'язків входили питання співпраці з ПАРЄ, Конгресом місцевих та регіональних влад Європи, Венеційською комісією;
У 2003—2004 рр. — перший заступник, директор Кабінету Міністра закордонних справ України.
У 2004—2005 рр. — начальник Управління консульської служби МЗС України.
У 2005—2008 рр. — Генеральний консул України в Сан-Франциско (США).
У 2008—2010 рр. — перший заступник, керівник Головної служби з питань міжнародного співробітництва Секретаріату Президента України. Брав участь у перемовинах по звільненню судна Фаїна з полону піратів.
З 8 лютого 2010 до 4 лютого 2016 року — Постійний Представник України при Раді Європи; Вперше в новітній історії України головував у Комітеті міністрів Ради Європи, брав участь у підписанні Європейської конвенції про захист домашніх тварин.
З 4 лютого 2016 року до 6 квітня 2021 року — Надзвичайний і Повноважний Посол України в Королівстві Бельгія; разом з дружиною, Тамарою Точицькою, створює великі проєкти культурної дипломатії. Сприяв щорічному проходженню лікування та реабілітації українських військових, поранених в ході ООС, у військовому шпиталі ім. Королеви Астрід в Бельгії. Брав участь у підписанні 18 грудня 2018 року Імплементаційного протоколу між Україною та країнами Бенілюкс про реадмісію осіб; також брав участь у підписанні 10 лютого 2021 року Угоди між Україною та Королівством Бельгія про здійснення оплачуваної діяльності деякими членами сімей співробітників дипломатичних представництв та консульських установ.
З 4 лютого 2016 до 6 квітня 2021 — Представник України при ЄС та Європейському Співтоваристві з атомної енергії за сумісництвом; На посаді посла сприяв набуттю чинності Угоди про асоціацію Україна-ЄС, Безвізового режиму, приєднання України до Європейського зеленого курсу, підготовці до підписання Угоди про Спільний авіаційний простір;, також брав участь у тристоронніх газових перемовинах Україна-ЄС-Росія щодо транзиту газу газогонами України.

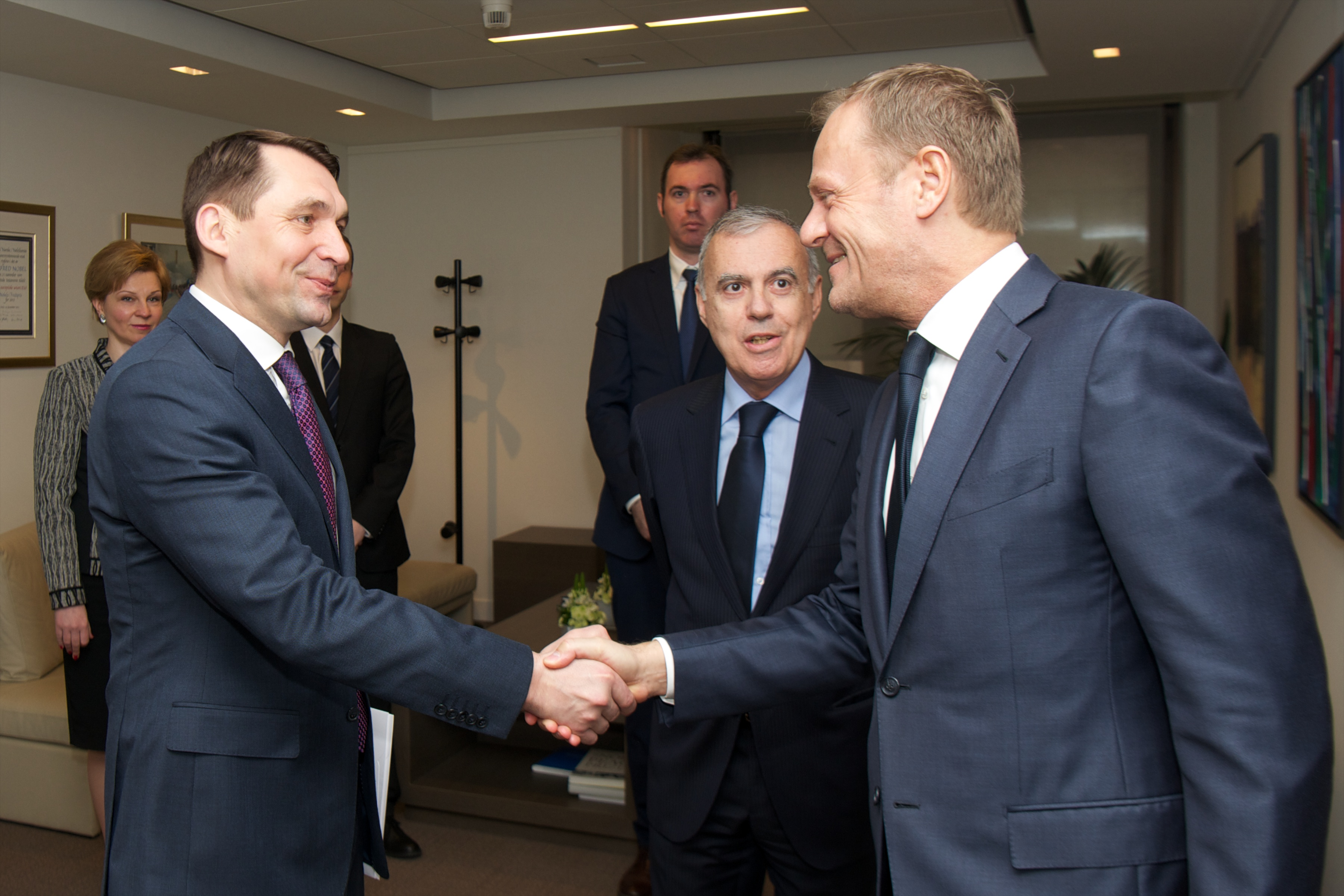
Вручення вірчих грамот Президенту Європейської Ради Дональду Туску 15/04/2016, Брюссель

З 24 жовтня 2016 року до 6 квітня 2021 — Надзвичайний і Повноважний Посол України у Великому Герцогстві Люксембург за сумісництвом. Брав участь в укладанні Протоколу про внесення змін до Конвенції про уникнення подвійного оподаткування.
З 29 вересня 2021 до 12 квітня 2024 року — заступник Міністра закордонних справ України. Брав участь у переговорах з Російською Федерацією в Біловезькій Пущі та Стамбулі. Член делегації щодо перемовин про гарантії безпеки для України з боку іноземних держав.
|  | Маю зізнатися, що Олександр Чалий і Микола Точицький (здається, там був ще Давид Арахамія) справили на мене враження. Не знаю, чи вистачило б мені у воєнних умовах професіоналізму просто не встати з-за столу або вибухнути. Вони, щоправда, ввічливо написали крок за кроком, чому той чи інший пункт угоди має бути вилучений. Але вони не розірвали переговори! Це була трохи навмисна дія — чекати, поки росіяни викриють себе. І дійсно, росіяни виявляли нетерпіння, і в якийсь момент вони сильно викрили себе. Якуб Радомир Кумох, керівник Бюро міжнародної політики в Канцелярії президента Польщі (2021—2023) |

З 15 квітня по 5 вересня 2024 року — заступник Керівника Офісу Президента України.
Верховна Рада України 5 вересня 2024 року погодила призначення новим міністром культури (з 6 вересня МКСК) Миколу Точицького. За проголосували 252 народних депутата України. 16 липня 2025 року повернувся до дипломатії.
20 серпня 2025 року Указом Президента України призначений Постійним представником України при Раді Європи.

## Культурна дипломатія
В дипломатичній кар'єрі Миколи Точицького особливе місце посідає культурна дипломатія, яку він проводить разом зі своєю дружиною, Тамарою Точицькою.

### Період 2010—2016 роки
У 2011 році відбувалось перше в історії незалежної України Головування в комітеті Міністрів Ради Європи. Микола Точицький на той час працював представником України у Раді Європи.
В цей період у Страсбурзі відбулися виставки українських митців Юрія Нагулка, Віктора Севастьянова, Зої Скоропаденко.
Музична програма включала концерти української співачки Соломії (Олена Карпенко) та камерного оркестру «Академія» Львівської Національної музичної академії імені Миколи Лисенка під керівництвом українського композитора Мирослава Скорика.
В ці ж роки у Раді Європи відбувались тижні українських регіонів:
- 2011 — Вінницька область;[32][33]
- 2012 — Дніпропетровська область;[31]
- 2013 — Автономна Республіка Крим;[31]

З початком російської агресії проти України у лютому 2014 року, акцент культурних проектів української дипломатії у Страсбурзі було змінено в бік гуманітарної складової — спільно з українською громадою проводились благодійні ярмарки для підтримки поранених українських військових та цивільних, кіно-, літературно- та художні заходи спрямовувались на підтримку українських політв'язнів в РФ та окупованому Криму, або ж привертали увагу до гострих питань пов'язаних з агресією.

### Період 2016—2021 роки
За каденцію Миколи Точицького Послом у Бельгії та Люксембурзі суттєво збільшено культурну присутність України практично у всіх сферах мистецтва: живописі, музиці, театрі, кіно, а також літературі. Охоплено всі регіони країн та найбільші міста — Брюссель, Люксембург, Антверпен, Гент, Брюгге, Арлон, Льєж, Генк тощо.
Знакові події цього періоду — щорічний фестиваль «Українська Весна», бельгійський кінофестиваль «Бріджес Схід-Захід», люксембурзький кінофестиваль «CinEast», участь української команди у щорічному фестивалі «EatBrussels», виставки українських художників Івана Марчука, Миколи Теліженка, Романа Мініна, Микити Кадана, Алевтини Кахідзе, Едуарда Бєльського, Олександра Кудрявченка, Богдана Голояда, Сергія Святченка, Ігоря Мусіна, Оксани Левченя, Світлани Лебіги, Надії Сеничак та інших.
В цей період у Бельгії відбулись численні зустрічі з сучасними українськими письменниками, серед яких Сергій Жадан, Андрій Курков, Оксана Забужко, Макс Лівін, Богдан Коломійчук, Павел Ар'є, Олег Сенцов, Ірена Карпа,Катерина Бабкіна, Гаська Шиян.
На бельгійських сценах проходили вистави балету Національної опери України ім. Т.Шевченка, Схід-опери Харківського національного академічного театру опери та балету імені М. В. Лисенка, Одеського національного академічного театру опери та балету, Харківської філармонії.
У жовтні 2019 року у місті Арлон було відкрито пам'ятник Анні Київській, доньці Великого князя Київського Ярослава, в рамках проєкту «Шлях Королеви».

## Нагороди
- Орден «За заслуги» II ст. (21 грудня 2023) — за вагомий особистий внесок у розвиток міждержавного співробітництва, плідну дипломатичну діяльність та високий професіоналізм[46]
- Орден «За заслуги» III ступеня (22 грудня 2021) — за вагомий особистий внесок у зміцнення міжнародного співробітництва України, багаторічну плідну дипломатичну діяльність та високий професіоналізм[47]
- Заслужений юрист України[48]; Почесна відзнака Міністерства закордонних справ України І-го ступеню;
- Грамота Верховної Ради України;
- Почесна Грамота Кабінету міністрів України;
- Нагрудний знак «Правосуддя І Справедливість»;
- Медаль «За Заслуги» — Національна гвардія Каліфорнії;
- «Почесна медаль Каліфорнії» — Національна гвардія Каліфорнії;
- Орден Святого Рівноапостольного князя Володимира Великого III-го ступеня — Українська православна церква;
- Відзнака МВС України «Закон і честь»;
- Відзнака МВС України «За міжнародне співробітництво у правоохоронній діяльності»

## Наукові статті
- «Європейський правовий простір: сучасні функціональні та інституційні проблеми»-видання «Право України» 2012 р., № 3-4;[49]
- «Реформа Європейського суду з прав людини та внесок українського головування в Комітеті міністрів Ради Європи в процес реформування Європейського суду з прав людини»- видання «Європейське право» № 1/2012;[50]
- «Міжнародне співтовариство про кримський референдум 2014 року: від висновку Венеційської комісії до Консультативного висновку Міжнародного суду ООН»-Україна в історії Європи XIX — початку XXI ст.: історичні нариси. Монографія. За ред. чл.-кор. НАН України С. В. Віднянський. Київ: Інститут історії України НАН України, 2020.814с.[51]

## Дипломатичні ранги
- 12 жовтня 2004 року — Присвоєння дипломатичного рангу Надзвичайного і Повноважного Посланника другого класу[52]
- 23 серпня 2007 року — Присвоєння М. Точицькому дипломатичного рангу Надзвичайного і Повноважного Посланника першого класу[53]
- 24 квітня 2009 року — Присвоєння М. Точицькому дипломатичного рангу Надзвичайного і Повноважного Посла[54]

## Галерея

Урочисте прийняття з нагоди 27-ї річниці незалежності України та 100-річчя відродження української державності 10.09.2018, будівля мерії на площі Гран-Плас м.Брюссель[55]
Відкриття пам’ятника Анні Ярославні в місті Арлон 12/10/2019, Арлон
Презентація збірки есеїв українських інтелектуалів “Ukraine in Histories and Stories: Essays by Ukrainian intellectuals” (“Україна в історіях та оповіданнях: збірка есеїв українських інтелектуалів”) 7/10/2019, Брюссель [56]